# Дражич, Деян
Деян Дражич (серб. Дејан Дражић; 26 сентября 1995, Сомбор, Югославия) — сербский футболист, полузащитник клуба «Гоа».

## Клубная карьера
Начал карьеру в сербском клубе ОФК. Первый матч за взрослую команду провёл 21 сентября 2013 года в рамках 6-го тура Суперлиги против белградского «Партизана». ОФК проиграл со счётом 0:2. Первый гол за команду забил 19 октября 2013 года в 9-м туре чемпионата Сербии в ворота команды «Раднички».
Летом 2015 года перешёл в испанский клуб «Сельта». Контракт рассчитан на 5 лет. В сезоне 2015/16 провёл 6 матчей в чемпионате.
Летом 2016 года отправился в аренду в «Реал Вальядолид». Сыграл 13 матчей во второй лиге Испании.

## В сборной
В составе юношеской сборной Сербии (до 19 лет) принимал участие в Чемпионате Европы среди юношей (до 19 лет) 2014. Дошёл с командой до полуфинала.